# Rhypopteryx dysbata
Rhypopteryx dysbata är en fjärilsart som beskrevs av Collenette 1960. Rhypopteryx dysbata ingår i släktet Rhypopteryx och familjen tofsspinnare. Inga underarter finns listade.